# John Juanda
Johnson „John“ Juanda (* 8. Juli 1971 in Medan, Indonesien) ist ein professioneller US-amerikanisch-indonesischer Pokerspieler.
Juanda hat sich mit Poker bei Live-Turnieren knapp 25,5 Millionen US-Dollar erspielt und ist damit der erfolgreichste indonesische Pokerspieler. Er ist fünffacher Braceletgewinner der World Series of Poker und gewann darüber hinaus 2006 die A$100.000 Challenge der Aussie Millions Poker Championship, 2015 das Main Event der European Poker Tour sowie 2017 das Main Event der Triton Poker Series. Juanda ist seit 2015 Mitglied der Poker Hall of Fame und wurde 2019 als einer der 50 besten Spieler der Pokergeschichte genannt.

## Persönliches
Juanda wuchs mit drei jüngeren Geschwistern in Indonesien auf und zog 1990 nach Oklahoma in die Vereinigten Staaten. In der High School war er ein guter Sprinter über 200 Meter und Ausdauerläufer über 5000 Meter. Juanda erhielt von der Seattle University einen Master of Business Administration. Während seiner Studienzeit verdiente er etwas Geld als Bibelverkäufer. Im Jahr 2006 wirkte er im Kriminalfilm All In – Pokerface mit und spielte dabei sich selbst. Juanda lebt in Marina del Rey im US-Bundesstaat Kalifornien.

## Pokerkarriere

### 1997–2000: Anfänge und erste Turniersiege in Los Angeles
Seine ersten Preisgelder bei Pokerturnieren gewann Juanda ab August 1997 im Commerce Casino in Los Angeles. Dort spielte er Events mit dreistelligen Buy-ins in den Varianten Limit Hold’em und No Limit Hold’em. Am 3. August 1997 gewann er erstmals ein Turnier und im Monat darauf entschied er im wenige Kilometer entfernten Bicycle Casino ein Event des Legends of Poker mit einem Hauptpreis von 34.500 US-Dollar für sich. Anfang des Jahres 1998 platzierte sich der Amerikaner im Rio All-Suite Hotel and Casino zum ersten Mal bei einem Turnier am Las Vegas Strip in den Geldrängen. Über das Jahr gewann er neben einem Event in Lake Elsinore auch erneut zwei Turniere im Commerce Casino. Bei der im Binion’s Horseshoe in Las Vegas gespielten World Series of Poker erzielte Juanda 1999 seine ersten beiden Geldplatzierungen in der Variante Limit Hold’em und erreichte bei beiden Turnieren den Finaltisch. Im August 1999 gewann er innerhalb weniger Tage zwei weitere Turniere im Commerce Casino und sicherte sich Preisgelder von mehr als 50.000 US-Dollar. Bei der California State Poker Championship setzte sich der Amerikaner Mitte Juni 2000 bei einem Turnier in der gemischten Variante H.O.R.S.E. durch. Im Dezember 2000 belegte er bei der United States Poker Championship in Atlantic City den mit 159.000 US-Dollar dotierten zweiten Platz.
Insgesamt lagen Juandas Turniergewinne bis Jahresende 2000 bei knapp 600.000 US-Dollar.

### 2001–2003: Gewinn seiner ersten drei Bracelets
Mitte April 2001 gewann Juanda in Tunica, Mississippi, das Main Event der Jack Binion World Poker Open mit einem Hauptpreis von über 280.000 US-Dollar und verzeichnete über das Kalenderjahr vier weitere Turniersiege mit jeweils fünfstelligen Siegprämien. Darüber hinaus erreichte er bei der WSOP 2001 zwei Finaltische, davon einen in Seven Card Stud. Im Dezember 2001 belegte er, genau wie im Vorjahr, den zweiten Platz der United States Poker Championship und erhielt dafür rund 130.000 US-Dollar. Bei der WSOP 2002 platzierte sich der Amerikaner fünfmal auf den bezahlten Plätzen. Dabei gewann er ein Event in Triple Draw und sicherte sich knapp 50.000 US-Dollar sowie ein Bracelet. Zwei Wochen nach diesem Erfolg beendete er das Main Event der World Poker Tour (WPT) im Hotel Bellagio am Las Vegas Strip als Zweiter und erhielt knapp 280.000 US-Dollar. Im September 2002 entschied Juanda drei Turniere des Hall of Fame Poker Classic im Binion’s Horseshoe für sich und sammelte über die Turnierserie Preisgelder von rund 90.000 US-Dollar. Beim L.A. Poker Classic im Commerce Casino setzte er sich Anfang Februar 2003 bei der Seven Card Stud Championship durch und erhielt eine Siegprämie von mehr als 140.000 US-Dollar. Bei der WSOP 2003 erzielte der Amerikaner sechs Geldplatzierungen und saß an vier Finaltischen. Er gewann je ein Turnier in Seven Card Stud und Pot Limit Omaha und sicherte sich damit zwei weitere Bracelets sowie Preisgelder von insgesamt rund 370.000 US-Dollar. Damit war Juanda einer von sechs Spielern, die während der Turnierserie zwei Bracelets gewannen. Ende Juni 2003 siegte er bei einem Turnier des Festa al Lago im Bellagio mit einem Hauptpreis von über 125.000 US-Dollar.
Zum Jahresende 2003 lag die Summe von Juandas gewonnenen Turnierpreisgelder bei mehr als 2,5 Millionen US-Dollar.

### 2004–2008: Siege bei der A$100.000 Challenge und beim Main Event der World Series of Poker Europe

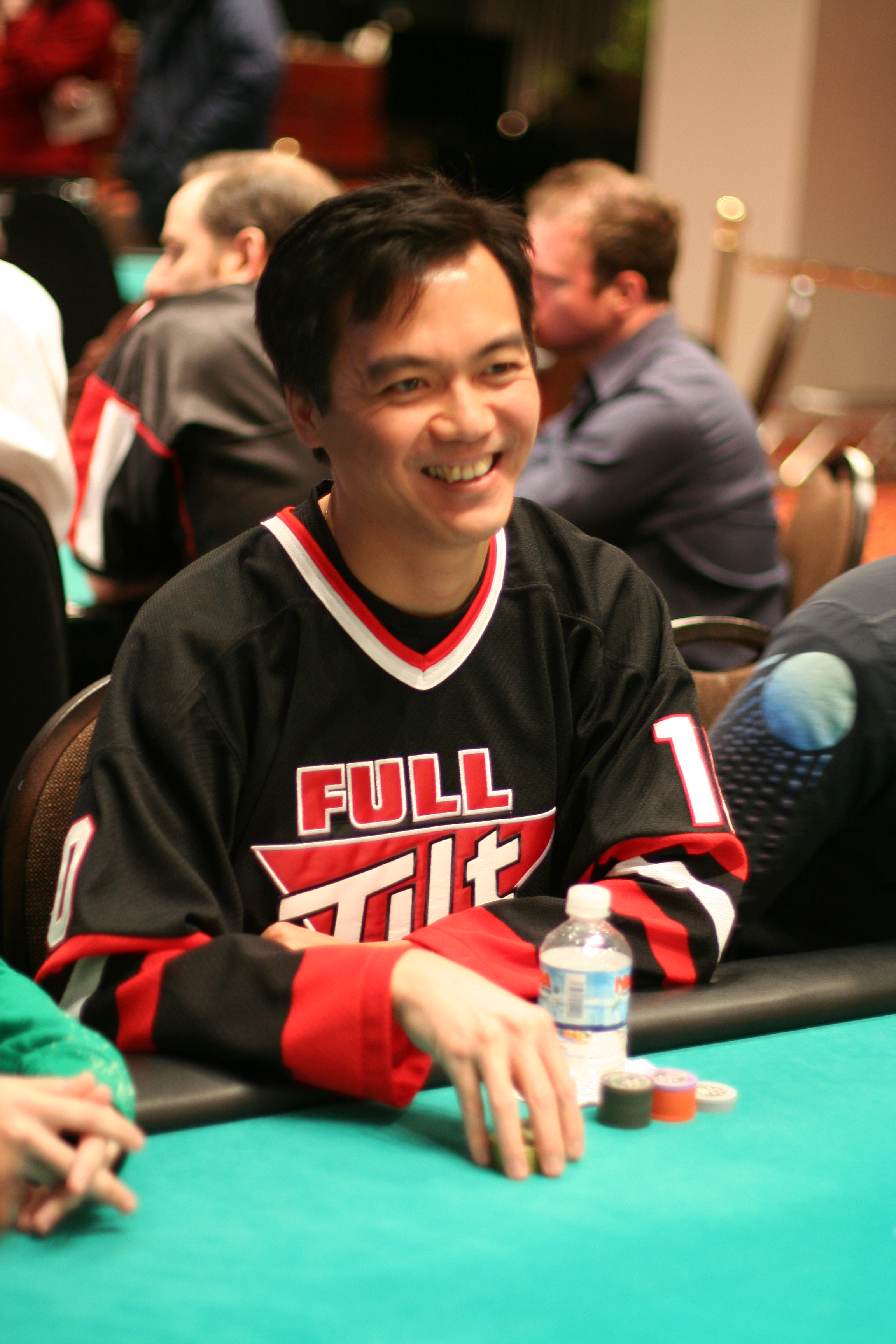
Juanda beim WSOP-Circuit in Atlantic City (2005)

Im März 2004 belegte Juanda beim auf einem Kreuzfahrtschiff gespielten WPT-Main-Event den siebten Platz und erhielt mehr als 100.000 US-Dollar. Bei der WSOP 2004 erreichte er erneut vier Finaltische und sicherte sich sein höchstes Preisgeld von knapp 200.000 US-Dollar für einen zweiten Platz in No Limit Hold’em. Es folgten ein dritter Platz beim Championship Poker in Verona, New York, mit einer Auszahlung von 125.000 US-Dollar sowie zwei Finaltische beim WPT-Main-Event im Mirage am Las Vegas Strip und auf Aruba, die ihm Preisgelder von knapp 300.000 US-Dollar einbrachten. Mitte Oktober 2004 gewann der Amerikaner ein Turnier des Festa al Lago mit einer Siegprämie von über 150.000 US-Dollar sowie im November 2004 das Main Event der Professional Poker Tour in Mashantucket mit einem Hauptpreis von 225.000 US-Dollar. Bei der zu diesem Jahr ins Rio All-Suite Hotel and Casino umgezogenen WSOP 2005 kam er erstmals beim Main Event der Turnierserie in die Geldränge und schied am sechsten Turniertag auf dem mit rund 275.000 US-Dollar dotierten 31. Platz aus. Ende November 2005 erzielte Juanda zwei Geldplatzierungen bei den Monte Carlo Millions in der Spielbank Monte-Carlo und sicherte sich 380.000 US-Dollar. Rund eine Woche später wurde er beim Main Event des WSOP-Circuits in Atlantic City Zweiter und erhielt rund 185.000 US-Dollar. Mitte Januar 2006 gewann der Amerikaner die erstmals ausgespielte A$100.000 Challenge der Aussie Millions Poker Championship in Melbourne mit einer Siegprämie von einer Million Australischen Dollar. Beim WPT-Main-Event im kanadischen Niagara Falls belegte er Ende Oktober 2006 den mit knapp 220.000 Kanadischen Dollar dotierten fünften Rang. Mitte April 2007 gewann Juanda eine Episode des Fernsehformats Poker After Dark und erhielt dafür 120.000 US-Dollar. Bei den Hauptturnierserien der WSOP 2007 und WSOP 2008 erzielte er jeweils fünf Geldplatzierungen. Anfang Oktober 2008 setzte sich der Amerikaner beim Main Event der World Series of Poker Europe in London gegen 361 andere Spieler durch und gewann nach dem bis dahin längsten Finaltisch der WSOP-Geschichte (484 gespielte Hände) sein viertes Bracelet sowie ein Preisgeld von knapp 870.000 Britischen Pfund, was zu diesem Zeitpunkt mehr als 1,5 Millionen US-Dollar entsprach. Ebenfalls in London wurde er wenige Tage später Zweiter beim EPT High Roller und erhielt umgerechnet knapp 600.000 US-Dollar.
Seine bei Turnieren erspielten Preisgelder lagen Ende 2008 bei über 9 Millionen US-Dollar.

### 2009–2014: Fünftes Bracelet und hochdotierte Turnierergebnisse
Anfang April 2009 gewann Juanda erneut eine Episode von Poker After Dark. Bei der WSOP 2009 saß er an vier Finaltischen. Gleiches gelang ihm auch bei der WSOP 2010 – während der Turnierserie sicherte er sich insbesondere aufgrund eines vierten Platzes bei der Poker Player’s Championship Preisgelder von knapp 750.000 US-Dollar und belegte den dritten Platz beim Rennen um die Auszeichnung als WSOP Player of the Year. Im Oktober 2010 wurde der Amerikaner beim EPT-Main-Event in London Zweiter und erhielt umgerechnet rund 850.000 US-Dollar. Bei der WSOP 2011 gewann er bei der Weltmeisterschaft in No Limit 2-7 Lowball Draw sein fünftes Bracelet sowie eine Siegprämie von knapp 370.000 US-Dollar. Ende Mai 2012 belegte er bei einem Super High Roller während der WPT im Bellagio den dritten Platz, der mit rund 525.000 US-Dollar bezahlt wurde. Bei der High Stakes Challenge in Macau mit einem Buy-in von umgerechnet über 250.000 US-Dollar wurde Juanda Ende August 2012 Fünfter und erhielt umgerechnet mehr als 1,6 Millionen US-Dollar. Anfang Oktober 2012 beendete er das während der World Series of Poker Europe in Cannes ausgespielte Majestic Roller als Zweiter und sicherte sich 600.000 Euro. Zu 2013 reduzierte der Amerikaner sein Pokerpensum etwas und erzielte während des Kalenderjahres lediglich drei Geldplatzierungen. Auf der südkoreanischen Insel Jejudo gewann er Mitte Dezember 2013 das High Roller der WPT mit einem Hauptpreis von 288.000 US-Dollar. Anfang Mai 2014 saß er am Finaltisch des EPT High Roller in Monte-Carlo und erhielt für seinen vierten Platz knapp 430.000 Euro.
Bis Jahresende 2014 erspielte sich Juanda Turnierpreisgelder von über 16 Millionen US-Dollar.

### 2015–2019: Siege beim EPT-Main-Event und der Triton Poker Series
In Barcelona erreichte Juanda Ende August 2015 bei einem Teilnehmerfeld von 1694 Spielern den Finaltisch des EPT-Main-Events. Bei drei verbliebenen Spielern einigte er sich mit seinen Kontrahenten auf einen Deal, der ihm mehr als 920.000 Euro zusicherte. Anschließend gewann der Amerikaner das Turnier und erhielt neben dem Titel weitere 100.000 Euro. Anfang November 2015 wurde er in die Poker Hall of Fame aufgenommen. Einige Tage später wurde er beim Super High Roller der Asia Pacific Poker Tour in Macau Zweiter und sicherte sich umgerechnet rund 720.000 US-Dollar. Beim Main Event der Triton Poker Series belegte er im November 2016 den mit umgerechnet knapp 600.000 US-Dollar dotierten vierten Rang. Im Mai 2017 erreichte Juanda bei zwei rund 25.000 Euro teuren Turnieren der PokerStars Championship in Monte-Carlo den Finaltisch und sicherte sich Preisgelder von über 950.000 Euro. Nachdem er Mitte Juli 2017 im montenegrinischen Budva bereits den vierten Platz beim Main Event der Triton Series belegt und dafür umgerechnet knapp 600.000 US-Dollar erhalten hatte, gewann er das Turnier Mitte Oktober 2017 in Macau und sicherte sich sein bislang höchstes Preisgeld von umgerechnet knapp 3 Millionen US-Dollar. Mitte Mai 2019 siegte Juanda in Budva bei einem Event der Triton Series und erhielt für den Erfolg beim mit Short Deck gespielten Turnier umgerechnet rund 600.000 US-Dollar. Im Rahmen der 50. Austragung der World Series of Poker wurde der Amerikaner im Juni 2019 als einer der 50 besten Spieler der Pokergeschichte genannt.
Juandas kumulierte Turnierpreisgelder lagen Ende des Jahres 2019 bei mehr als 25 Millionen US-Dollar.

### Seit 2020: Seltene Turnierresultate
Insbesondere aufgrund der COVID-19-Pandemie, die die Live-Pokerszene weitestgehend zum Erliegen brachte, erzielte Juanda in den Jahren 2020 und 2021 keine Geldplatzierung bei Live-Turnieren. Sein Comeback erfolgte bei der WSOP 2022, die erstmals im Bally’s Las Vegas und Paris Las Vegas ausgespielt wurde; der Amerikaner belegte dort den 168. Platz im Main Event. Bei der WSOP 2023 beendete er drei Turniere auf den bezahlten Plätzen.

### Preisgeldübersicht
Juanda durchbrach 2010 die Marke von 10 Millionen US-Dollar an kumulierten Turnierpreisgeldern. Mit Gewinnen von mittlerweile knapp 25,5 Millionen US-Dollar ist er der mit großem Abstand erfolgreichste indonesische Pokerspieler. Der Amerikaner war Mitglied des Team Full Tilt von Full Tilt Poker. Zudem spielte er bei der zweiten Staffel von High Stakes Poker und schloss das Cash Game mit Gewinn ab.
| Jahr      | Preisgeld (in $) | Turniersiege |
| --------- | ---------------- | ------------ |
| 1997      | 111.476          | 2            |
| 1998      | 108.752          | 3            |
| 1999      | 91.310           | 2            |
| 2000      | 258.562          | 2            |
| 2001      | 808.505          | 5            |
| 2002      | 647.413          | 5            |
| 2003      | 668.631          | 4            |
| 2004      | 1.544.847        | 3            |
| 2005      | 1.152.627        | 1            |
| 2006      | 1.196.746        | 1            |
| 2007      | 346.090          | 1            |
| 2008      | 2.401.366        | 1            |
| 2009      | 400.108          | 1            |
| 2010      | 1.654.333        | 1            |
| 2011      | 432.167          | 1            |
| 2012      | 3.162.944        | 0            |
| 2013      | 421.445          | 1            |
| 2014      | 684.870          | 0            |
| 2015      | 2.024.362        | 1            |
| 2016      | 703.855          | 0            |
| 2017      | 5.058.479        | 1            |
| 2018      | 211.932          | 0            |
| 2019      | 1.150.450        | 1            |
| 2020–2021 | 0                | 0            |
| 2022      | 53.900           | 0            |
| 2023      | 109.558          | 0            |
| gesamt    | 25.404.728       | 37           |

### Braceletübersicht

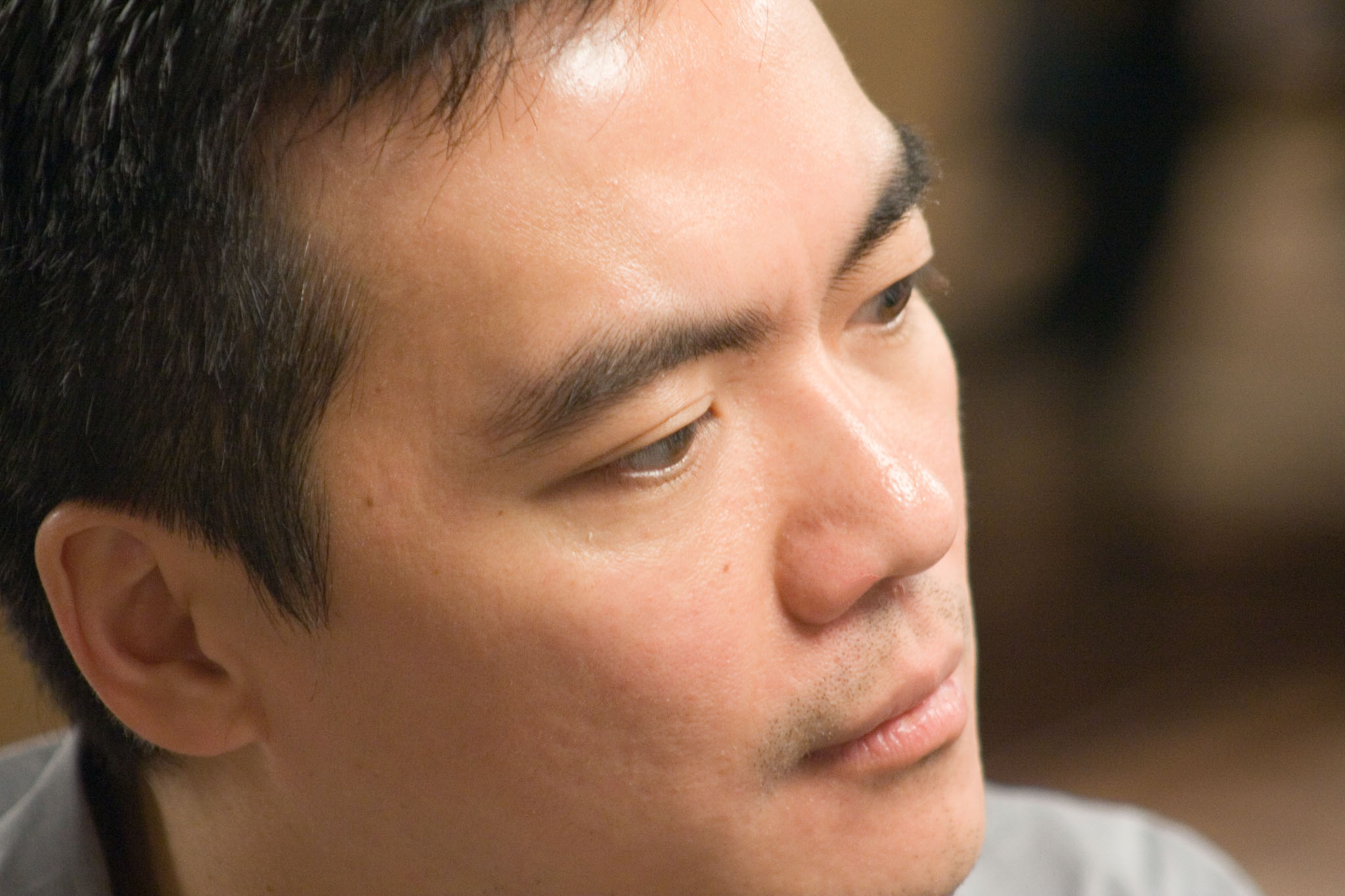
Juanda während der WSOP 2007

Juanda kam bei der WSOP 70-mal ins Geld und gewann fünf Bracelets:
| Jahr   | Buy-in   | Turnier                                         | Teilnehmer | Preisgeld |
| ------ | -------- | ----------------------------------------------- | ---------- | --------- |
| 2002 E | 01.500 $ | Limit A-5 Triple Draw                           | 088        | 049.620 $ |
| 2003 E | 02.500 $ | Limit Seven Card Stud                           | 140        | 130.200 $ |
| 2003 E | 02.500 $ | Pot Limit Omaha (Rebuy)                         | 120        | 203.840 $ |
| 2008 E | 10.000 £ | WSOP Europe Main Event – No Limit Texas Hold’em | 363        | 868.800 £ |
| 2011 E | 10.000 $ | No Limit 2-7 Lowball Draw Championship          | 126        | 367.170 $ |